# Marian Majkowski
Marian Majkowski (kasz. Marión Majkòwsczi, ur. 5 października 1926 roku w Skrzeszewie w gminie Sierakowice, zm. 6 lutego 2012 w Ustce) – polski pisarz kaszubski.
Przed wojną ukończył szkołę powszechną, a po wojnie w Liceum Ogólnokształcącym w Lęborku oraz architekturę na Politechnice Gdańskiej (1955). w 1961 r. ukończył Podyplomowe Studium Planowania i Architektury Wsi. W 1975 obronił pracę doktorską na Politechnice Warszawskiej. Pracował kolejno w Bydgoszczy, Grudziądzu i Poznaniu, gdzie także prowadził wykłady na Politechnice Poznańskiej. W 1981 zamieszkał w Ustce.
Pisze opowiadania. Debiutancki tekst W lagrze ukazał się w Pomeranii, nr 12 z 1979 i 1 z 1980. Ten sam tekst, bardziej obrobiony literacko i o zmienionym tytule Na robōtach oraz opowiadanie Jesénnô droga zostały ogłoszone w antologii współczesnej prozy kaszubskiej Dёrchôj królewiónkō (1996). Ich druk zainspirował Majkowskiego do napisania wspomnień. Pierwszy tom Na kaszubskich pustkach ukazał się w 2000 roku. W roku 2002 ukazał się drugi tom Z pustek w świat. Trzeci Na skraju Pomorza, ujrzało światło dzienne w 2006 roku. Tom czwarty (2010) jest kontynuacją wspomnień do czasów współczesnych, w głównej części dotyczącej pracy i życia w Ustce.
Został odznaczony Złotym Krzyżem Zasługi.

## Wybrane publikacje
- Na kaszubskich pustkach: wspòminczi. Dzél 1 (2000, ISBN 83-910654-7-2)
- Z pustek w świat: wspòminczi. Dzél 2 (2002. ISBN 83-915946-1-0)